# Алонсо, Мария Клара
Мария Клара Алонсо (исп. María Clara Alonso; род. 2 февраля 1990, Росарио) — аргентинская актриса, танцовщица, певица и телеведущая, получившая известность после исполнения роли Анджи в молодёжном телесериале канала Дисней «Виолетта».

## Биография
Родилась 2 февраля 1990 года в городе Росарио, Аргентина. Она имеет двух младших братьев — Аугустина и Игнасио. С детства занималась гимнастикой, плаванием, танцами, музыкальным театром, пением и актёрским мастерством. Училась в институте «Institute Inmaculada de Castelar», кроме того играла несколько ролей в музыкальном театре «Бродвей-Стрит».

## Карьера

### 2007-2008 год: High School Musical: La Selección, Zapping Zone, Disney Channel Games
В 2007 году, Клара была отобрана в числе 20 участников реалити-шоу High School Musical: La Selección, которое вышла в эфир на Канале 13 и на Канале Дисней Аргентина. Она выбыла из шоу на десятой неделе, однако была призвана стать частью тура по стране. Она привлекла внимание продюсеров шоу Zapping Zone, производства Уолт Дисней Компани, в ходе тура в городе Ла-Риоха (исп. La Rioja).
В середине 2007 года она начала карьеру в качестве репортёра программы Zapping Zone. С 2008 года она стала ведущей наряду с Даниэлом Мартинсом (исп. Daniel Martins). Программа имела успех в своё эфирное время и была выпущена в других странах Латинской Америки, таких как Перу, Уругвай, Венесуэла, Колумбия, Парагвай, Боливия, Эквадор и Чили.
Она участвовала в Disney Channel Games 2008, которые проводились в течение недели с 27 апреля по 2 Мая 2008 года. В Латинской Америке были выпущены с 5 сентября по 3 октября. Она была частью зелёной команды «Циклоны» наряду с международными звёздами Диснея, такими как: Джейсон Долли, Дженнифер Стоун, Челси Стауб, Джо Джонас, Дилан Спроус и капитан команды Дэвид Генри. Её команда стала третьей с 55 баллами.
21 октября 2008 года в программе Zapping Zone состоялась премьера первой песни Клары «A mi alrededor» совместно с Софи Оливер Санчес.

### 2010 — 2011 год: High School Musical: La Selección, Zapping Zone, Cuando toca la campana
В 2010 году она снялась в диснеевском мини-сериале Highway: Rodando la Aventura, который является четвёртым оригинальным кино Канала Дисней Латинской Америки. Сериал рассказывает историю группы восьми друзей, путешествующих в доме на колёсах по всей Латинской Америке в поисках мечты. Клара сыграл молодую перфекционистку, помешанную на чистоте и порядке.
Начиная с 2010 года работает[уточнить] над озвучиванием мультсериала «Рыбология» (Бea) Канала Дисней.
В августе 2010 года она отправилась в Сан-Паулу, Бразилия, где принимает участие в «Cuando toca la campana» Канала Дисней, где она сыграла Дженнифер, студентку-новичка в последние дни учебного года. Первая часть эпизода вышла в эфир на канале Disney Channel 1 декабря 2011 года, а вторая часть — 8 декабря 2011 года.
12 августа 2011 года Клара сообщила, что покидает шоу Zapping Zone. Она продолжила работу с каналом Дисней в Латинской Америке в новом оригинальном сериале «Виолетта».

### 2011 — 2015 год: Violetta (Виолетта)
В 2012—2015 снималась в сериале Виолетта, где играла Анджи.

## Фильмография

### Кино
| Год       | Название                        | Роль | Примечание |                                       |
| --------- | ------------------------------- | ---- | ---------- | ------------------------------------- |
| 2008      | High School Musical: El Desafío |      | Клара      | Аргентинская версия Классного мюзикла |
| 2008      | Феи                             |      | Виктория   | Испанский дубляж                      |
| 2012-2015 | Виолетта (3 сезона)             |      | Анжи       |                                       |
| 2017      | Insane Love                     |      | София      | Короткометражный фильм                |
| 2016      | Перо                            |      | Пилар      | Полнометражный фильм                  |
| 2016      | Тини:Новая жизнь Виолетты       |      | Анжи       | Полнометражный фильм                  |
| 2018      | Стажёр                          |      | Изабелла   | Полнометражный фильм                  |
| 2019      | Abuelos                         |      | Виолетта   | Полнометражный фильм                  |

### Телевидении
| Год         | Название                          | Роль                     | Примечание                          |
| ----------- | --------------------------------- | ------------------------ | ----------------------------------- |
| 2007        | High School Musical: La Selección | Играет себя              | Реалити Шоу                         |
| 2007-11     | Zapping Zone                      | Играет себя              | Ведущая                             |
| 2008        | Disney Channel Games              | Себя                     | Циклоны/Зелёная команда             |
| 2010        | Highway: Rodando la aventura      | Клара                    | Главная роль                        |
| 2010-наст.  | Рыбология                         | Би (Голос)               | Главная роль                        |
| 2011        | Cuando toca la campana            | Ольга Дженнифер Гонсалес | 1 эпизод                            |
| 2011        | Peter Punk                        | Ямила ″Пиранья″          | 1 эпизод                            |
| 2011— 2015  | Виолетта                          | Анджи (Анхелес) Сарамего | Главная роль                        |
| 2014        | Groupie                           |                          | Главная роль                        |
| 2016        | Тини: Новая жизнь Виолетты        | Анджи                    |                                     |
| 2016 — 2017 | Dance Dance Dance                 | Играет себя              | Участвует в паре с Диего Домингесом |
| 2015        | Подальше от меня (сериал)         | Валерия                  |                                     |

## Дискография
Синглы
- ″A mi alrededor″
- "Secretos"
- "Like a star"

Саундтреки (альбом)
- 2010: Highway: Rodando la aventura

Промосинглы
- ″¡Ven ya!″
- ″Amigas por siempre″
- ″La voz″